# Марокко (фільм)
«Марокко» (англ. Morocco) — художній фільм режисера Джозефа фон Штернберга.

## Сюжет
Емі Джолі (Марлен Дітріх) — головна героїня картини, виступає в місцевому вар'єте і підкорює всіх своїми чудовими номерами. Ла Бесс (Адольф Менжу) — заможна і надійна людина. Він швидко закохується в чудову й екстравагантну Джолі. Ла Бесс пропонує їй свою руку і серце, але на одному зі своїх виступів Емі Джолі знайомиться з іноземним легіонером Томом Брауном (Гері Купер). Емі Джолі закохується в Тома і відкидає привабливу пропозицію Ла Бесс, закривши очі на всі труднощі свого вибору.

## У ролях
- Гері Купер — Легіонер Том Браун
- Марлен Дітріх — Мадемуазель Емі Джоллі
- Адольф Менжу — Пан Ла Бесс
- Ева Саузерн — Мадам Цезар
- Френсіс Макдональд — Сержант
- Пауль Порцезі — Ло Тінто, власник нічного клубу

## Нагороди
Фільм був номінований на чотири Оскара в категоріях: найкраща головна актриса (Марлен Дітріх), найкращий художник-постановник, найкраща операторська робота і найкращий режисер (Джозеф фон Штернберг).

## Цікаві факти
- У 1992 році фільм «Марокко» увійшов до Національного реєстру фільмів Бібліотеки Конгресу США, як «культурно, історично або естетично значущий».